# ساوپان کومار داس
ساوپان کومار داس (انگلیسی: Sawpan Kumar Das؛ زادهٔ ۱۰ نوامبر ۱۹۶۲) بازیکن سابق و مربی فوتبال اهل بنگلادش است.
وی همچنین در تیم‌های ملی فوتبال زیر ۲۰ سال بنگلادش و بنگلادش بازی کرده است.